# Liste der Kulturdenkmale in Wolmirstedt

Wappen von Wolmirstedt

In der Liste der Kulturdenkmale in Wolmirstedt sind alle Kulturdenkmale der Stadt Wolmirstedt (Landkreis Börde) und ihrer Ortsteile aufgelistet. Grundlage ist das Denkmalverzeichnis des Landes Sachsen-Anhalt, das auf Basis des Denkmalschutzgesetzes des Landes Sachsen-Anhalt vom 21. Oktober 1991 durch das Landesamt für Denkmalpflege und Archäologie Sachsen-Anhalt erstellt und seither laufend ergänzt wurde (Stand: 31. Dezember 2022).

## Kulturdenkmale nach Ortsteilen

### Wolmirstedt
| Lage | Bezeichnung                                     | Beschreibung | Erfassungs- nummer | Ausweisungsart               | Bild                                            |
| --- | ----------------------------------------------- | --- | ------------------ | ---------------------------- | ----------------------------------------------- |
| An der Industriebahn (Karte)                                                                                 | Friedhof                                        | Friedhof 2018 als Baudenkmal ausgewiesen | 107 25067          | Baudenkmal                   | Friedhof                                        |
| Farsleber Straße, Friedhof (Karte)                                                                           | Friedhofskapelle Wolmirstedt                    | Feierhalle zwischen 1925 und 1930 errichtet, ursprünglich unter 094 75639 als eigenes Baudenkmal geführt, wohl seit 2018 Teilobjekt des Friedhofs | 107 25067 001      | Teilobjekt eines Baudenkmals | Friedhofskapelle Wolmirstedt                    |
| Farsleber Straße, Friedhof, an der Trauerhalle (Karte)                                                       | Grabdenkmale des Katharinenklosters Wolmirstedt | Grabdenkmal ursprünglich unter 094 70542 als eigenes Baudenkmal geführt, wohl seit 2018 Teilobjekt des Friedhofs                                  | 107 25067 002      | Teilobjekt eines Baudenkmals | Grabdenkmale des Katharinenklosters Wolmirstedt |
| An der Mühle bei Nr. 2 (Karte)                                                                               | Göpel                                           | Göpel, z. Z. demontiert, diente zum Stroh häckseln                                                                                                | 094 70532          | Baudenkmal                   | Göpel                                           |
| An der Mühle bei Nr. 2 (Karte)                                                                               | Auerbachs Mühle                                 | | 094 70531          | Baudenkmal                   | Weitere Bilder                                  |
| August-Bebel-Straße 20 (Karte)                                                                               | Wohn- und Geschäftshaus                         | | 094 76127          | Baudenkmal                   | Wohn- und Geschäftshaus                         |
| August-Bebel-Straße 39 (Karte)                                                                               | Wohnhaus                                        | | 094 70527          | Baudenkmal                   | Wohnhaus                                        |
| August-Bebel-Straße 49 (Karte)                                                                               | Ackerbürgerhaus                                 | "Laubenganghaus" | 094 70528          | Baudenkmal                   | Ackerbürgerhaus                                 |
| August-Bebel-Straße 50 (Karte)                                                                               | Wohnhaus                                        | | 094 70529          | Baudenkmal                   | Wohnhaus                                        |
| Bahnhofstraße 5 (Karte)                                                                                      | Wohnhaus                                        | | 094 70518          | Baudenkmal                   | Wohnhaus                                        |
| Bahnhofstraße 9 (Karte)                                                                                      | Postamt                                         | | 094 70519          | Baudenkmal                   | Postamt                                         |
| Bahnhofstraße 17 (Karte)                                                                                     | Bahnhof                                         | | 094 70521          | Baudenkmal                   | Bahnhof                                         |
| Bahnhofstraße 18, Parkstraße 8 (Karte)                                                                       | Wohnhaus                                        | | 094 75637          | Baudenkmal                   | Wohnhaus                                        |
| Bahnhofstraße 20 (Karte)                                                                                     | Wohnhaus                                        | ehem. Villa "Truckenbrodt" | 094 70520          | Baudenkmal                   | Wohnhaus                                        |
| Bahnhofstraße 22a, 22b, 22c, 22d, 27a, 27b, 27c, 27d, 27e, 28a, 28b, 28c, 28d (Karte)                        | Straßenzeile                                    | | 094 70517          | Denkmalbereich               | Straßenzeile                                    |
| Bleicher Weg 1 (Karte)                                                                                       | Pflegeheim                                      | Bodelschwinghhaus | 094 70267          | Baudenkmal                   | Weitere Bilder                                  |
| Bleicher Weg 2 (Karte)                                                                                       | Villa                                           | | 094 70525          | Baudenkmal                   | Villa                                           |
| Burgstraße 2 (Karte)                                                                                         | Wohnhaus                                        | | 094 70251          | Baudenkmal                   | Wohnhaus                                        |
| Burgstraße 3 (Karte)                                                                                         | Wohnhaus                                        | | 094 70522          | Baudenkmal                   | Wohnhaus                                        |
| Burgstraße 5 (Karte)                                                                                         | Herrenhaus                                      | | 094 70523          | Baudenkmal                   | Herrenhaus                                      |
| Burgstraße 13 (Karte)                                                                                        | Wohnhaus                                        | | 094 70524          | Baudenkmal                   | Wohnhaus                                        |
| Damaschkestraße 10 (Karte)                                                                                   | Wohnhaus                                        | | 094 70395          | Baudenkmal                   | Wohnhaus                                        |
| Fabrikstraße 6 (Karte)                                                                                       | Villa                                           | | 094 70282          | Baudenkmal                   | Villa                                           |
| Farsleber Straße 15 (Karte)                                                                                  | Pfarrhaus Farsleber Straße 15                   | Pfarrhaus | 094 70294          | Baudenkmal                   | Pfarrhaus Farsleber Straße 15                   |
| Fischerufer 14                                                                                               | Wohnhaus                                        | | 094 70261          | Baudenkmal                   | Wohnhaus                                        |
| Fischerufer 1a, 1b, 1c, 2, 3, 4, 5, 6, 7, 8, 9, 10, 11, 12, 13, 14, 15, 16, 17, 18, 19, 20, 21, 22 (Karte)   | Straßenzug                                      | | 094 70259          | Denkmalbereich               | Weitere Bilder                                  |
| Fischerufer 20 (Karte)                                                                                       | Wohnhaus                                        | | 094 18290          | Baudenkmal                   | Wohnhaus                                        |
| Fischerufer 21 (Karte)                                                                                       | Wohnhaus                                        | | 094 70326          | Baudenkmal                   | Wohnhaus                                        |
| Fischerufer 22 (Karte)                                                                                       | Wohnhaus                                        | | 094 70325          | Baudenkmal                   | Wohnhaus                                        |
| Friedensstraße 1 (Karte)                                                                                     | Rathaus                                         | | 094 70266          | Baudenkmal                   | Rathaus                                         |
| Friedensstraße 2                                                                                             | Wohn- und Geschäftshaus                         | | 094 70728          | Baudenkmal                   | Wohn- und Geschäftshaus                         |
| Friedensstraße 5 (Karte)                                                                                     | Wohnhaus                                        | | 094 75172          | Baudenkmal                   | Wohnhaus                                        |
| Friedensstraße 7 am Lustgraben gelegenes Hofgebäude (Karte)                                                  | Wohnhaus                                        | | 094 70492          | Baudenkmal                   | Wohnhaus                                        |
| Friedensstraße 9                                                                                             | Wohnhaus                                        | | 094 70511          | Baudenkmal                   | Wohnhaus                                        |
| Friedensstraße 36 (Karte)                                                                                    | Schmiede                                        | Alte Schmiede | 094 70270          | Baudenkmal                   | Schmiede                                        |
| Friedensstraße 46 (Karte)                                                                                    | Ackerbürgerhof                                  | | 094 70512          | Baudenkmal                   | Ackerbürgerhof                                  |
| Friedensstraße 48                                                                                            | Verwaltungsgebäude                              | | 094 70513          | Baudenkmal                   | Verwaltungsgebäude                              |
| Friedensstraße 49, 50 (Karte)                                                                                | Wohnhaus                                        | | 094 70515          | Baudenkmal                   | Wohnhaus                                        |
| Friedensstraße 5,6,7,8,9,10,11,12, Lustgraben 1,2,3,4,                                                       | Straßenzug                                      | | 094 70530          | Denkmalbereich               | Straßenzug                                      |
| Friedensstraße 51                                                                                            | Wohnhaus                                        | | 094 70516          | Baudenkmal                   | Wohnhaus                                        |
| Friedensstraße 57 (Karte)                                                                                    | Wohnhaus                                        | | 094 70321          | Baudenkmal                   | Wohnhaus                                        |
| Glindenberger Straße 9 (Karte)                                                                               | Logenhaus                                       | | 094 70533          | Baudenkmal                   | Logenhaus                                       |
| Kirchplatz 4 (Karte)                                                                                         | Stift                                           | | 094 70374          | Baudenkmal                   | Stift                                           |
| Kirchplatz 6 (Karte)                                                                                         | Kirche                                          | ev. Stadtkirche St. Katharinen | 094 70238          | Baudenkmal                   | Weitere Bilder                                  |
| Ohrestraße 2                                                                                                 | Villa                                           | | 094 70526          | Baudenkmal                   |                                                 |
| Samsweger Straße in der Feldflur südlich der Landstraße, etwa 1 km hinter Ortsausgang nach Samswegen (Karte) | Jüdischer Friedhof                              | | 094 70366          | Baudenkmal                   | Jüdischer Friedhof                              |
| Schloßdomäne 2                                                                                               | Herrenhaus                                      | | 094 75591          | Baudenkmal                   | Herrenhaus                                      |
| Schloßdomäne 6                                                                                               | Scheune                                         | | 094 70323          | Baudenkmal                   | Scheune                                         |
| Schloßdomäne 7 (Karte)                                                                                       | Schloss                                         | | 094 70485          | Baudenkmal                   | Schloss                                         |
| Schloßdomäne 8                                                                                               | Kapelle                                         | Burgkapelle | 094 70268          | Baudenkmal                   | Kapelle                                         |
| Schloßdomäne 1, 2, 3, 6, 7, 8                                                                                | Domäne                                          | | 094 75408          | Baudenkmal                   | Domäne                                          |

### Elbeu
| Lage                                 | Bezeichnung    | Beschreibung                             | Erfassungs- nummer | Ausweisungsart | Bild           |
| ------------------------------------ | -------------- | ---------------------------------------- | ------------------ | -------------- | -------------- |
| Jersleber Straße 10e (Karte)         | Mühle          | Vordermühle                              | 094 70343          | Baudenkmal     | Weitere Bilder |
| Kirchstraße (Karte)                  | Kirche         |                                          | 094 75403          | Baudenkmal     | Kirche         |
| Kirchstraße auf dem Friedhof (Karte) | Kriegerdenkmal |                                          | 094 75543          | Baudenkmal     | Weitere Bilder |
| Kirchstraße auf dem Friedhof         | Grabstein      | Grabstein des Christian Wilhelm Harnisch | 094 75544          | Kleindenkmal   | Grabstein      |
| Kirchstraße 2 (Karte)                | Pfarrhof       |                                          | 094 75545          | Baudenkmal     | Pfarrhof       |
| Magdeburger Straße 5 (Karte)         | Zollhaus       |                                          | 094 70394          | Baudenkmal     | Weitere Bilder |

### Farsleben
| Lage                                                             | Bezeichnung    | Beschreibung | Erfassungs- nummer | Ausweisungsart | Bild           |
| ---------------------------------------------------------------- | -------------- | ------------ | ------------------ | -------------- | -------------- |
| an Wegkreuzung, ca. 1,4 km westlich der Ortslage in der Feldmark | Wegweiser      |              | 094 75195          | Kleindenkmal   |                |
| Hauptstraße 36 an der Kirche                                     | Ausspanne      |              | 094 71206          | Baudenkmal     |                |
| Hauptstraße 40                                                   | Bauernhof      |              | 094 75196          | Baudenkmal     |                |
| Hauptstraße, Seeweg Kirchhof                                     | Denkmal        |              | 094 75086          | Baudenkmal     |                |
| Hauptstraße, Seeweg Ortsmitte (auf dem Friedhof) (Karte)         | Kirche         |              | 094 75197          | Baudenkmal     | Weitere Bilder |
| Hauptstraße, Seeweg Kirchhof (Karte)                             | Kriegerdenkmal |              | 094 75198          | Baudenkmal     | Weitere Bilder |

### Glindenberg
| Lage                                                                                             | Bezeichnung                | Beschreibung                                                                              | Erfassungs- nummer | Ausweisungsart               | Bild                       |
| ------------------------------------------------------------------------------------------------ | -------------------------- | ----------------------------------------------------------------------------------------- | ------------------ | ---------------------------- | -------------------------- |
| Am Birkenwäldchen 1a, im Nordosten Magdeburgs am Abstieg zur Elbe bei Mittellandkanal - km 320,4 | Siedlung                   | Siedlung Als Teilobjekt der zu Magdeburg gehörenden Siedlung Schiffshebewerk eingetragen. | 094 70887 100      | Teilobjekt eines Baudenkmals |                            |
| Breite Straße (Karte)                                                                            | Kirche St. Nicolai         | Kirche evangelische Kirche                                                                | 094 75202          | Baudenkmal                   | Weitere Bilder             |
| Breite Straße 19 (Karte)                                                                         | Bauernhaus                 |                                                                                           | 094 15952          | Baudenkmal                   | Bauernhaus                 |
| Breite Straße 19, 20, 21, 22, 24, 25 (Karte)                                                     | Straßenzeile               |                                                                                           | 094 00046          | Denkmalbereich               | Straßenzeile               |
| Breite Straße 20 (Karte)                                                                         | Bauernhof                  |                                                                                           | 094 75199          | Baudenkmal                   | Bauernhof                  |
| Breite Straße 24 (Karte)                                                                         | Pfarrhaus                  |                                                                                           | 094 75203          | Baudenkmal                   | Weitere Bilder             |
| Breite Straße 25 (Karte)                                                                         | Bauernhof                  |                                                                                           | 094 75204          | Baudenkmal                   | Bauernhof                  |
| Breite Straße 29 (Karte)                                                                         | Wohnhaus                   |                                                                                           | 094 75205          | Baudenkmal                   | Wohnhaus                   |
| Breite Straße 44 (Karte)                                                                         | Bauernhof Breite Straße 44 | Bauernhof                                                                                 | 094 75206          | Baudenkmal                   | Bauernhof Breite Straße 44 |
| Heinrichsberger Straße Friedhof (Karte)                                                          | Feierhalle Glindenberg     | Feierhalle aus der Zeit um 1910                                                           | 094 75087          | Baudenkmal                   | Feierhalle Glindenberg     |

### Mose
| Lage                                       | Bezeichnung | Beschreibung | Erfassungs- nummer | Ausweisungsart | Bild     |
| ------------------------------------------ | ----------- | ------------ | ------------------ | -------------- | -------- |
| Dorfstraße Ortsmitte, hinter Nr. 9 (Karte) | Speicher    | Kornspeicher | 094 70556          | Baudenkmal     | Speicher |

## Ehemalige Kulturdenkmale nach Ortsteilen
Die nachfolgenden Objekte waren ursprünglich ebenfalls denkmalgeschützt oder wurden in der Literatur als Kulturdenkmale geführt. Die Denkmale bestehen heute jedoch nicht mehr, ihre Unterschutzstellung wurde aufgehoben oder sie werden nicht mehr als Denkmale betrachtet.

### Wolmirstedt
| Lage                   | Bezeichnung             | Beschreibung | Erfassungs- nummer | Ausweisungsart | Bild                    |
| ---------------------- | ----------------------- | --- | ------------------ | -------------- | ----------------------- |
| Fischerufer 16 (Karte) | Wohnhaus Fischerufer 16 | Wohnhaus zweigeschossiges giebelständiges Fachwerkhaus aus dem 17. Jahrhundert, Denkmalstatus zwischen 2001 und 2015 aberkannt | 094 70324          |                | Wohnhaus Fischerufer 16 |
| Friedensstraße 8       | Wohnhaus                | Wohnhaus | 094 75634          |                | Wohnhaus                |

### Glindenberg
| Lage                | Bezeichnung | Beschreibung                                                                                    | Erfassungs- nummer | Ausweisungsart | Bild  |
| ------------------- | ----------- | ----------------------------------------------------------------------------------------------- | ------------------ | -------------- | ----- |
| Breite Straße 21    | Wohnhaus    |                                                                                                 | 094 75200          |                |       |
| Breite Straße 22    | Wohnhaus    |                                                                                                 | 094 75201          |                |       |
| Rothenseer Straße 5 | Mühle       | Mühle, wurde im Jahr 2009 abgebrochen, Die Austragung aus dem Denkmalverzeichnis erfolgte 2016. | 094 75207          | Baudenkmal     | Mühle |

## Legende
In den Spalten befinden sich folgende Informationen:
- Lage: Nennt den Straßennamen und wenn vorhanden die Hausnummer des Kulturdenkmals. Die Grundsortierung der Liste erfolgt nach dieser Adresse. Der Link „Karte“ führt zu verschiedenen Kartendarstellungen und nennt die geographischen Koordinaten.
Link zu einem Kartenansichtstool, um Koordinaten zu setzen. In der Kartenansicht sind Baudenkmale ohne Koordinaten mit einem roten bzw. orangen Marker dargestellt und können in der Karte gesetzt werden. Baudenkmale ohne Bild sind mit einem blauen bzw. roten Marker gekennzeichnet, Baudenkmale mit Bild mit einem grünen bzw. orangen Marker.
- Offizielle Bezeichnung: Nennt den Namen, die Bezeichnung oder zumindest die Art des Kulturdenkmals und verlinkt, soweit vorhanden, auf den Artikel zum Objekt.
- Beschreibung: Nennt bauliche und geschichtliche Einzelheiten des Kulturdenkmals, vorzugsweise die Denkmaleigenschaften.
- Erfassungsnummer: Für jedes Kulturdenkmal wird in Sachsen-Anhalt eine 20stellige Erfassungsnummer vergeben. Die letzten zwölf Ziffern werden für die Untergliederung nach Teilobjekten genutzt und werden nur angegeben, soweit vergeben. In dieser Spalte kann sich folgendes Icon  befinden, dies führt zu Angaben zu diesem Baudenkmal bei Wikidata.
- Ausweisungsart: Die Einordnung des Denkmales nach § 2 Abs. 2 DenkmSchG LSA
- Bild: Ein Bild des Denkmales, und gegebenenfalls einen Link zu weiteren Fotos des Kulturdenkmals im Medienarchiv Wikimedia Commons. Wenn man auf das Kamerasymbol klickt, können Fotos zu Kulturdenkmalen aus dieser Liste hochgeladen werden: